# Zhong Nanshan
Zhong Nanshan  (chinês tradicional: 鍾南山, chinês simplificado: 钟南山, pinyin: Zhōng Nánshān;  ;Nanjing - 20 de outubro de 1936) é um epidemiologista e pneumologista chinês que descobriu o coronavírus da SARS em 2003 . Ele foi presidente da Associação Médica Chinesa de 2005 a 2009 e atualmente é o editor-chefe do Journal of Thoracic Disease .

## Biografia
Ganhou fama internacional por gerenciar o surto de SARS e ficou famoso por refutar a linha oficial que minimizava a gravidade da crise. Ele foi eleito um dos 10 principais cientistas da China em 2010. Durante o surto de coronavírus de 2019-2020 originado em Wuhan, ele foi consultor no gerenciamento da crise.
Nasceu em outubro de 1936 no Hospital Central de Nanjing, com sua casa ancestral em Xiamen, Fujian , foi educado na Universidade Médica de Pequim e terminou seu treinamento de residência em medicina interna no hospital universitário. Nos anos 80, ele completou seus treinamentos no Hospital St. Bartholomew em Londres e na Faculdade de Medicina da Universidade de Edimburgo entre 1979 e 1981. Ele se formou na Universidade de Edinburgh Medical School com um MD em 1981, tornou-se presidente da Sociedade Torácica Chinesa em 2000. Ele se tornou presidente da Associação Médica Chinesa em 2005. Atualmente, ele é diretor do Instituto de Doenças Respiratórias de Guangzhou e editor-chefe do Journal of Thoracic Disease . Zhong descobriu a relação entre desnutrição protéica e DPOC e desenvolveu uma fórmula calibrada sobre o consumo de energia para pacientes com DPOC.
Esta segunda decisão, no entanto, era politicamente controversa na época. Em fevereiro de 2003, o Centro Chinês de Controle e Prevenção de Doenças já havia publicado a visão autorizada de que Chlamydiae normal era a causa direta de pneumonia atípica . Como resultado, a única maneira legalmente prescrita de tratar pacientes com SARS era usar antibióticos . No entanto, Zhong, baseando sua opinião nas observações de centenas de pacientes em Guangdong, estava determinado a advogar pelo uso moderado da cortisona . Mais tarde, ele disse em uma entrevista que sabia que isso poderia trazer desonra e difamação, mas persistiu porque confiava em suas observações e julgamentos científicos sobre a doença. Com o apoio do governo de Guangdong e os resultados positivos em Guangdong no tratamento da doença por SARS, seu método foi posteriormente utilizado como protocolo padrão para o tratamento de todos os pacientes com SARS na China. Quando delegados, liderados pelo Dr. Evans da Organização Mundial da Saúde, visitaram a China no início de abril, Zhong apresentou as características da SARS, bem como o método de tratamento e prevenção na China. Sua apresentação foi bem recebida e seus métodos foram amplamente utilizados no combate à síndrome respiratória aguda grave em todo o mundo.

## Vida pessoal

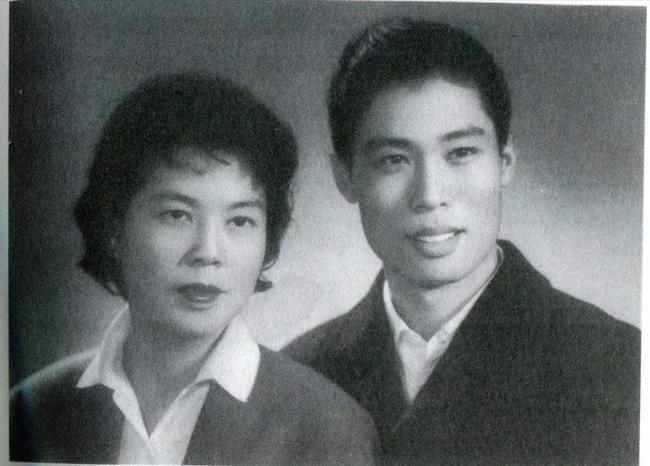
Zhong Nanshan e Li Shaofen em 1963

Zhong foi um excelente atleta universitário nos anos 50. A equipe municipal de atletismo de Pequim tentou recrutá-lo como atleta em período integral, mas ele estava determinado a se tornar médico e recusou a oferta. Através de sua conexão esportiva, ele foi apresentado a  zh , uma das principais jogadoras de basquete que foi membro da seleção nacional feminina de basquete da China por 13 anos. Eles se casaram em 31 de dezembro de 1963. Eles têm dois filhos: filho Zhong Weide e filha Zhong Weiyue. Zhong Weide é médico e Zhong Weiyue é nadador.
- Carlo Urbani, médico que foi o primeiro a identificar a SARS e morreu da doença em 2003.
- Li Lanjuan, epidemiologista e hepatologista que ganhou vários prêmios nacionais por seu papel no combate às epidemias de SARS, H1N1 e H7N9 .